# Zurich Pop Con & Game Show
Die Zurich Pop Con & Game Show ist eine Schweizer Convention für Popkultur, Gaming, Cosplay, Digital Entertainment, Comic, Anime, Manga und K-Pop. Sie wurde erstmals 2017 in Zürich veranstaltet und findet seither – mit Ausnahme der Pandemiejahre 2020 und 2021 – jährlich statt, auf 30'000 m² Fläche.

## Veranstalter und Veranstaltungsort
Gegründet wurde die Convention von Martin Schorno, Veranstalterin ist die Amazing Event AG in Zürich. Die Zurich Pop Con & Game Show findet in den Hallen der Messe Zürich statt.

## Programm
Die Zurich Pop Con & Game Show widmet sich asiatischer, europäischer und amerikanischer Popkultur. Besuchende können neue Computerspiele ausprobieren, teilweise vor dem offiziellen Launch. Internationale E-Sportler und -Teams sowie Streamer stellen sich in Panels den Fragen aus dem Publikum und treten in Turnieren gegeneinander an. Ergänzt wird das Gaming-Angebot durch ein Cosplay-Village, wo Cosplay-Künstler ihre Kostüme präsentieren. Nebst Gaming ist an der Zurich Pop Con & Game Show auch ein Bereich für Künstler aus den Sparten Urban Art, Tattoo Art, Comic und Manga, sowie verschiedenste Merchandiser vertreten. Auch Mitwirkende an Videospielen, Serien und Filmen sind als Gäste auf der Zurich Pop Con & Game Show anwesend.

## Geschichte
Die Zurich Pop Con & Game Show startete 2017 auf 20'000 m² unter dem Namen Zurich Game Show als Veranstaltung für Gaming, E-Sport, Cosplay und Board Games und zog 19'000 Besucher an. Unterstützt wurde die Veranstaltung durch die Gaming-Industrie sowie der Gaming- und E-Sport-Community. Anwesend waren Marken wie HP, Sony PlayStation und Nintendo sowie nationale und internationale E-Sport-Teams und -Spieler und -Spielerinnen. Zudem fanden innerhalb der Veranstaltung vier E-Sport-Turniere (Overwatch, League of Legends, Counter-Strike: Global Offensive und Rocket League) statt. Im Jahr 2018 wurde die Veranstaltung flächenmässig von sechs auf sieben Hallen und somit auf 30'000 m² vergrössert. Aufgrund der COVID-19-Pandemie wurde die Zurich Game Show im Jahr 2020 virtuell durchgeführt.
Im Jahr 2022 folgte dann eine Ergänzung und ein Ausbau des Angebots um die Themen asiatische Popkultur, Beauty, Anime, Manga, Kunst, Merchandise und Food und somit auch den Namenswechsel zu Zurich Pop Con & Game Show.

## Messestatistik
| Jahr | Zeitraum                | Besuchende | Ausstellungsfläche | Quellen |
| ---- | ----------------------- | ---------- | ------------------ | ------- |
| 2017 | 20.10.2017 – 22.10.2017 | 19'000     | 20'000 m²          | [ 11 ]  |
| 2018 | 14.09.2018 – 16.09.2018 | 27'000     | 30'000 m²          | [ 12 ]  |
| 2019 | 13.09.2019 – 15.09.2019 | 34'000     | 30'000 m²          | [ 4 ]   |
| 2020 | 25.09.2020 – 27.09.2020 | –          | virtuell           | [ 9 ]   |
| 2021 | 12.11.2021 – 14.11.2021 | –          | –                  | [ 9 ]   |
| 2022 | 01.10.2022 – 02.10.2022 | 34'000     | 30'000 m²          | [ 13 ]  |
| 2023 | 30.09.2023 – 01.10.2023 | 38'000     | 30'000 m²          | [ 13 ]  |
| 2024 | 05.10.2024 – 06.10.2024 | 43'500     | 30'000 m²          | [ 13 ]  |

## Auswahl eingeladener Gäste
(Quelle: )
- Charles Martinet (Stimme von Mario)
- Chris Hülsbeck (Komponist des Soundtracks für die Star-Wars:-Rouge-Squadron-Reihe)
- Lucy Martin (Vikings, Riviera, Prizefighter: The Life of Jem Belcher)
- Clive Standen (Vikings, Warhammer 40k: Space Marine 2, Robin Hood, Doctor Who)
- Lourdes Faberes (Sandman, James Bond 007: Keine Zeit zu sterben, Good Omens)
- Finn Jones (Game of Thrones, Marvel’s Iron Fist)
- Kyo Ra (Sandman)
- Tom Wlaschiha (Stranger Things, Game of Thrones)
- Dan Fogler (Phantastische Tierwesen, The Walking Dead, Fanboys, The Offer)
- Alison Sudol (Phantastische Tierwesen, A Fine Frenzy)
- Pascal Ulli (Undercover, Das Boot, Tatort, Der Bestatter)